# Independent Spirit Award
Die Independent Spirit Awards sind US-amerikanische Film- und Fernsehpreise. Ursprünglich im Jahr 1986 als reiner Filmpreis für Hollywood-unabhängige Produktionen gegründet, werden seit 2021 auch Leistungen im Bereich Fernsehen honoriert. Die Preisverleihung wurde bis 2021 traditionell einen Tag vor der Oscarverleihung ausgerichtet.
Die 39. Auflage wurde am 25. Februar 2024 in Santa Monica (Kalifornien) abgehalten. Die 40. Verleihung folgte am 22. Februar 2025, erneut am Santa Monica Pier. Die nächste Ausgabe ist für den 15. Februar 2026 im Hollywood Palladium in Los Angeles geplant.

## Allgemeines
Die Preise werden in verschiedenen Kategorien von der Organisation Film Independent (bis 2004 IFP / Los Angeles) für Hollywood-unabhängige Produktionen vergeben, sogenannte Independentfilme. Die erste Preisverleihung war 1984 unter dem Namen FINDIE (Friends of Independents). Zwei Jahre später erhielten die Preise ihren heutigen Namen.
Film Independent ist eine nicht auf Profit ausgerichtete Organisation, die Produktion und Vertrieb unabhängiger Filme fördert und Filmemachern aus Randgruppen der amerikanischen Gesellschaft helfen möchte, ihre Geschichten erzählen zu können. Die Organisation hat mehr als 6.300 Mitglieder.
Film Independent veranstaltet das Los Angeles Film Festival, auf dem die besten amerikanischen und internationalen unabhängigen Produktionen vorgestellt werden. Auf diesem Festival werden die Independent Film Awards vergeben, bis 2021 traditionell einen Abend vor der Vergabe der Oscars in einem Zelt am Strand von Santa Monica, unweit des Santa Monica Piers. Im Jahr 2026 wird die Veranstaltung erstmals nicht mehr in Santa Monica stattfinden, sondern ins Hollywood Palladium in Los Angeles verlegt – Hintergrund sind umfangreiche Renovierungsarbeiten am bisherigen Veranstaltungsort.
Die Mitglieder von Film Independent stimmen nach Vorführungen der nominierten Filme ab und bestimmen so die Sieger. Ab 2022 wurde die Preisgala zeitlich ein wenig vorverlegt, so dass die Gewinner des Independent Spirit Award genau in dem Zeitraum gekürt werden, wenn die finale Abstimmung der Academy of Motion Picture Arts and Sciences (AMPAS) über die Oscar-Gewinner stattfindet.

## Kategorien
Ab 2023 führte die Organisation Film Independent genderneutrale Schauspielpreise ein.

### Film
| Kategorie                            | Originalbezeichnung                         | verliehen seit |
| ------------------------------------ | ------------------------------------------- | -------------- |
| Bester Film                          | Best Feature                                | 1986           |
| Bester Debütfilm                     | Best First Feature                          | 1987           |
| John-Cassavetes-Preis                | John Cassavetes Award                       | 2002           |
| Beste Regie                          | Best Director                               | 1986           |
| Bestes Drehbuch                      | Best Screenplay                             | 1986           |
| Bestes Drehbuchdebüt                 | Best First Screenplay                       | 1995           |
| Beste Hauptrolle                     | Best Lead Performance                       | 2023           |
| Beste Nebenrolle                     | Best Supporting Performance                 | 2023           |
| Beste Nachwuchsleistung (Schauspiel) | Best Breakthrough Performance               | 2023           |
| Beste Kamera                         | Best Cinematography                         | 1986           |
| Bester Schnitt                       | Best Editing                                | 2014           |
| Bester Dokumentarfilm                | Best Documentary                            | 2001           |
| Bester internationaler Film          | Best International Film / Best Foreign Film | 1986           |
| Robert-Altman-Preis                  | Robert Altman Award                         | 2008           |
| Someone to Watch Award               | Someone to Watch Award                      | 1995           |
| Truer Than Fiction Award             | Truer Than Fiction Award                    | 1997           |
| Produzenten-Preis                    | Producers Award                             | 1998           |
| Special Distinction Award            | Special Distinction Award                   | 1993           |

| Anm: | 1. 2. 3. 4. |

Nicht  mehr vergebene Preise:
- Beste Hauptdarstellerin (1986–2022)
- Bester Hauptdarsteller (1986–2022)
- Beste Nebendarstellerin (1988–2022)
- Bester Nebendarsteller (1988–2022)
- Beste Filmmusik (1992–1993)

### Fernsehen
| Kategorie                                       | Originalbezeichnung                              | verliehen seit |
| ----------------------------------------------- | ------------------------------------------------ | -------------- |
| Beste neue Fernsehserie                         | Best New Scripted Series                         | 2021           |
|                                                 | Best New Non-Scripted or Documentary Series      | 2021           |
| Beste Hauptrolle in einer Fernsehserie          | Best Lead Performance in a Scripted Series       | 2023           |
| Beste Nebenrolle in einer Fernsehserie          | Best Supporting Performance in a Scripted Series | 2023           |
| Bestes Schauspielensemble in einer Fernsehserie | Best Ensemble Cast in a Scripted Series          | 2021           |

Nicht  mehr vergebene Preise:
- Beste Darstellerin in einer Fernsehserie (Best Female Performance in a Scripted Series, 2021–2022)
- Bester Darsteller in einer Fernsehserie (Best Male Performance in a Scripted Series, 2021–2022)